# Nuovi quaderni di Giustizia e Libertà
Nuovi quaderni di Giustizia e Libertà è stato un periodico clandestino in lingua italiana pubblicato per iniziativa di Mario Dal Pra.  dall'omonimo movimento politico liberal-socialista fondato a Milano dagli ambienti antifascisti, facenti riferimento in particolare al Partito d'Azione.
La pubblicazione dei “Nuovi Quaderni di Giustizia e libertà” iniziò nel maggio ’44. 
Il primo numero indica come date il bimestre maggio-giugno, segue con i numeri 2 e 3 il quadrimestre luglio-ottobre mentre il n. 4 è del bimestre novembre-dicembre. Il luogo di stampa è Torre Pellice, presso la tipografia l'Alpina situata in una delle zone liberate sottratte al controllo nazifascista
I primi numeri indicavano come casa editrice “Giustizia e Libertà”,  divenuta La fiaccola che curò una stampa milanese poi largamente diffusa nei giorni dell’insurrezione ed anche la ristampa dei primi numeri già usciti a Torre Pellice.

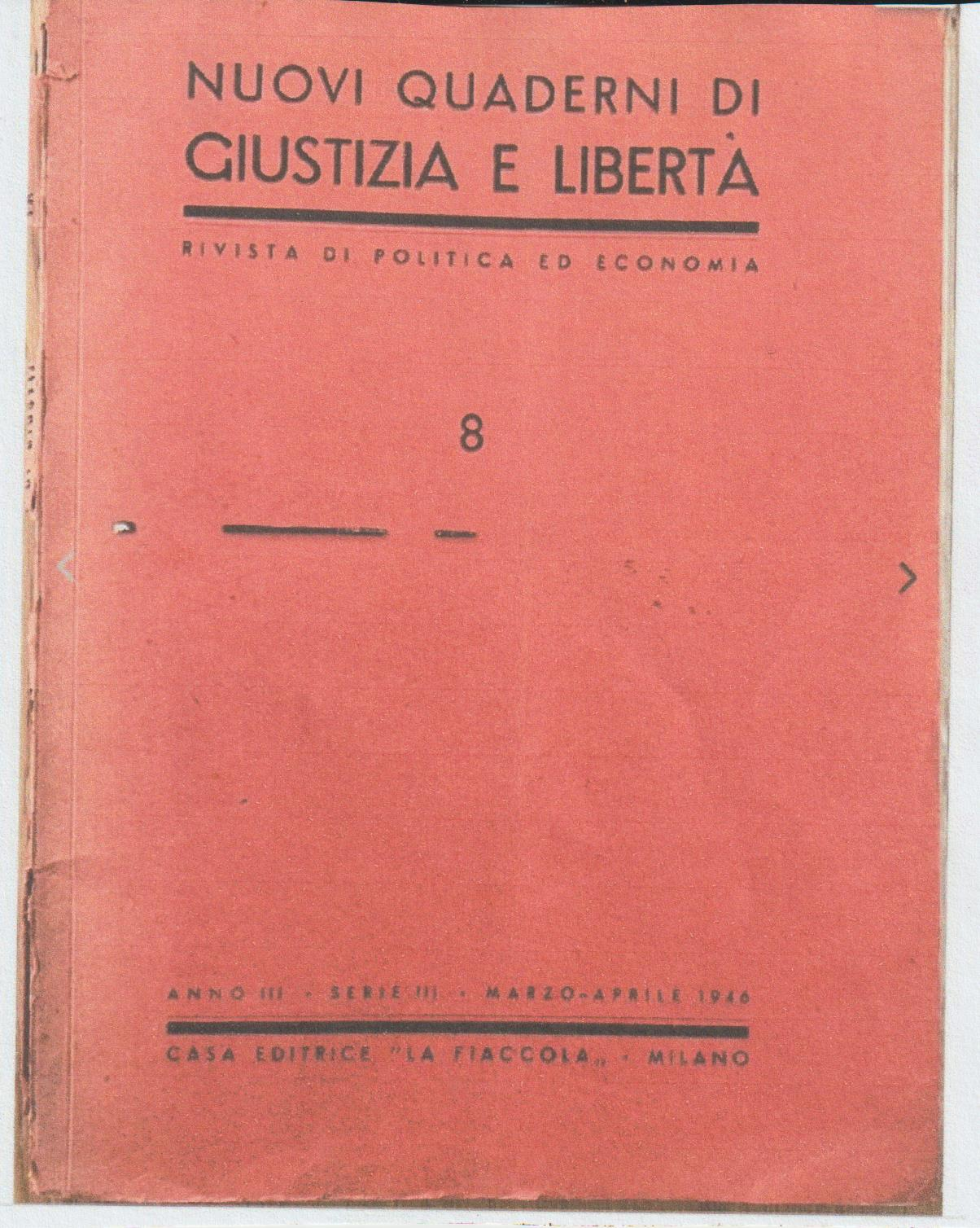
Fascicolo 8 del marzo-aprile 1946

Tra gli autori degli autori degli articoli pubblicati nei primi numeri spiccano: Leo Valiani, Altiero Spinelli, Franco Venturi, Vittorio Foa, Riccardo Lombardi, Ernesto Rossi, Luigi Einaudi, Augusto Monti, Aldo Garosci, Dante Livio Bianco, Aldo Visalberghi.